# Piątka (karta)

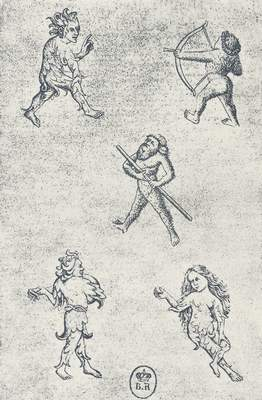
Piątka dzikusów

Piątka – karta do gry tradycyjnie przedstawiająca pięć symboli danego koloru karcianego. W tradycyjnej hierarchii ważności piątka jest liczona jako 5 karta w talii, występującą po czwórce i przed szóstką. Pełna talia kart do gry zawiera cztery piątki, po jednej w każdym kolorze (trefl, karo, kier i pik).
Piątka występowała (aż do XIX wieku) również w kartach polskich i niemieckich. W nich była oznaczana: w przypadku dzwonków i czerwieni jako dwa rzędy (po prawej i lewej stronie) symboli po 2 i jednego symbolu pośrodku, a w przypadku żołędzi i win jako część rośliny posiadającej dwie gałęzie po obu stronach i jeden owoc u góry pośrodku.
W Szwajcarii piątka spotykana jest po dziś dzień

## Wygląd kart

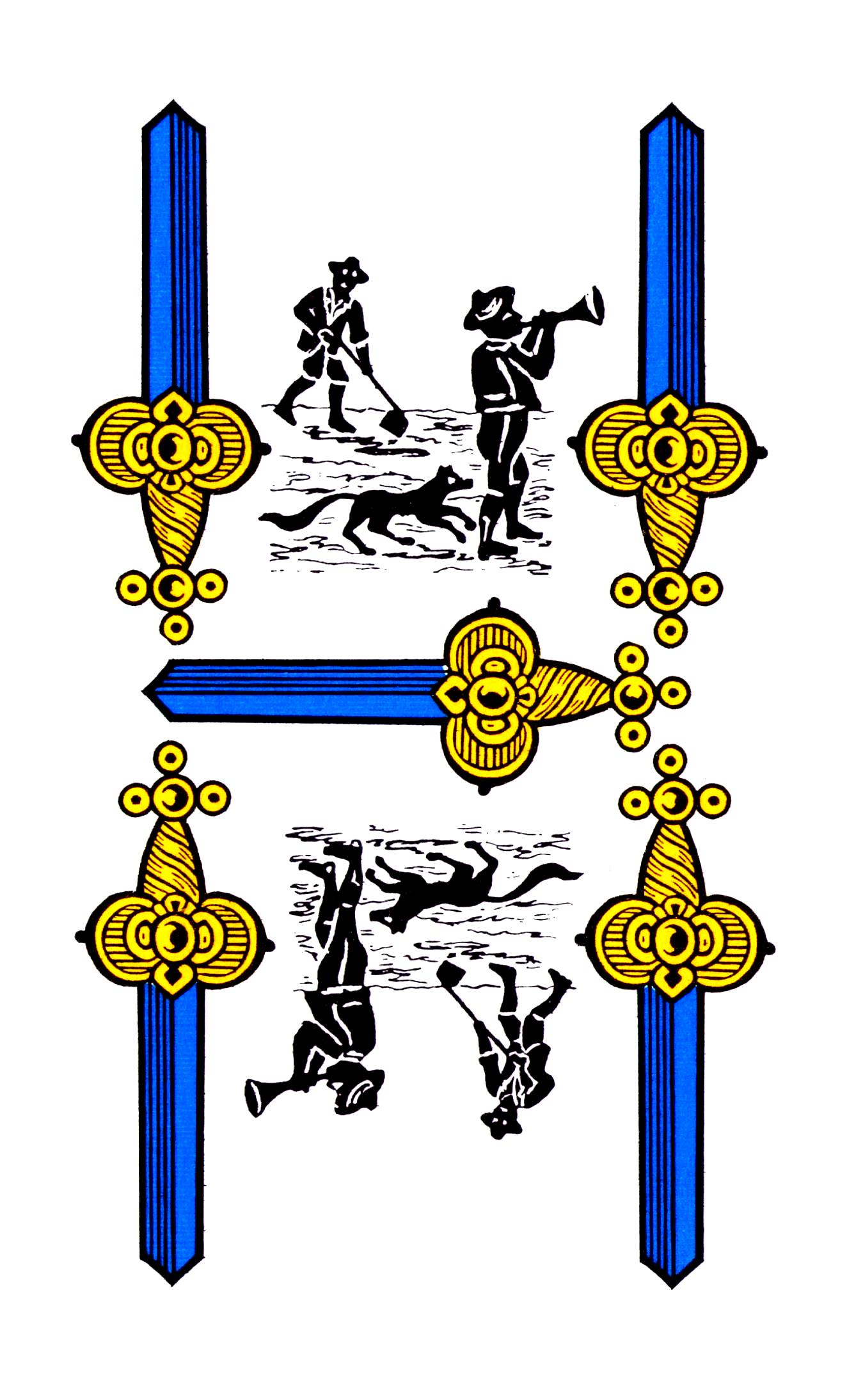
Piątka mieczy
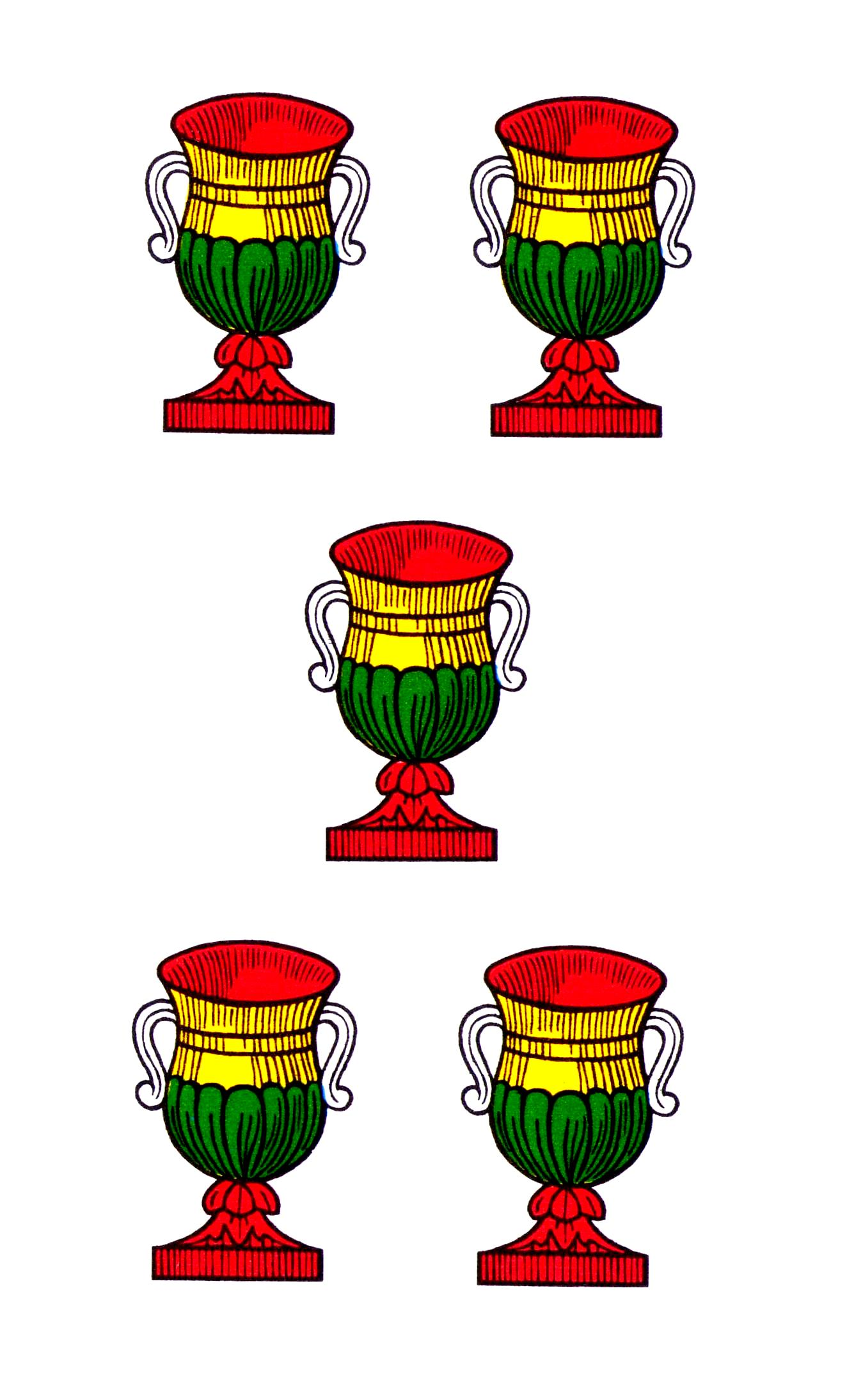
Piątka puszek
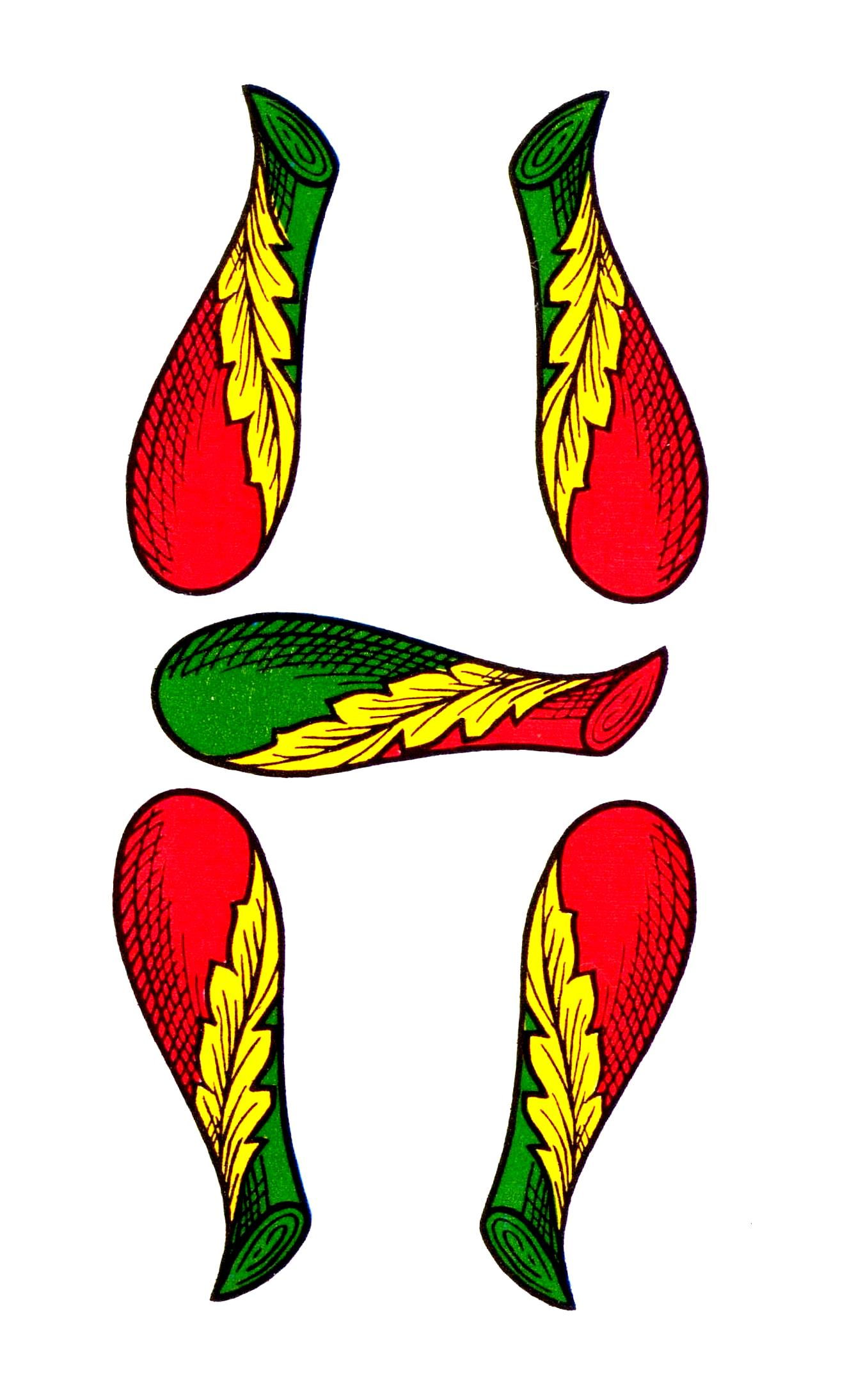
Piątka pałek
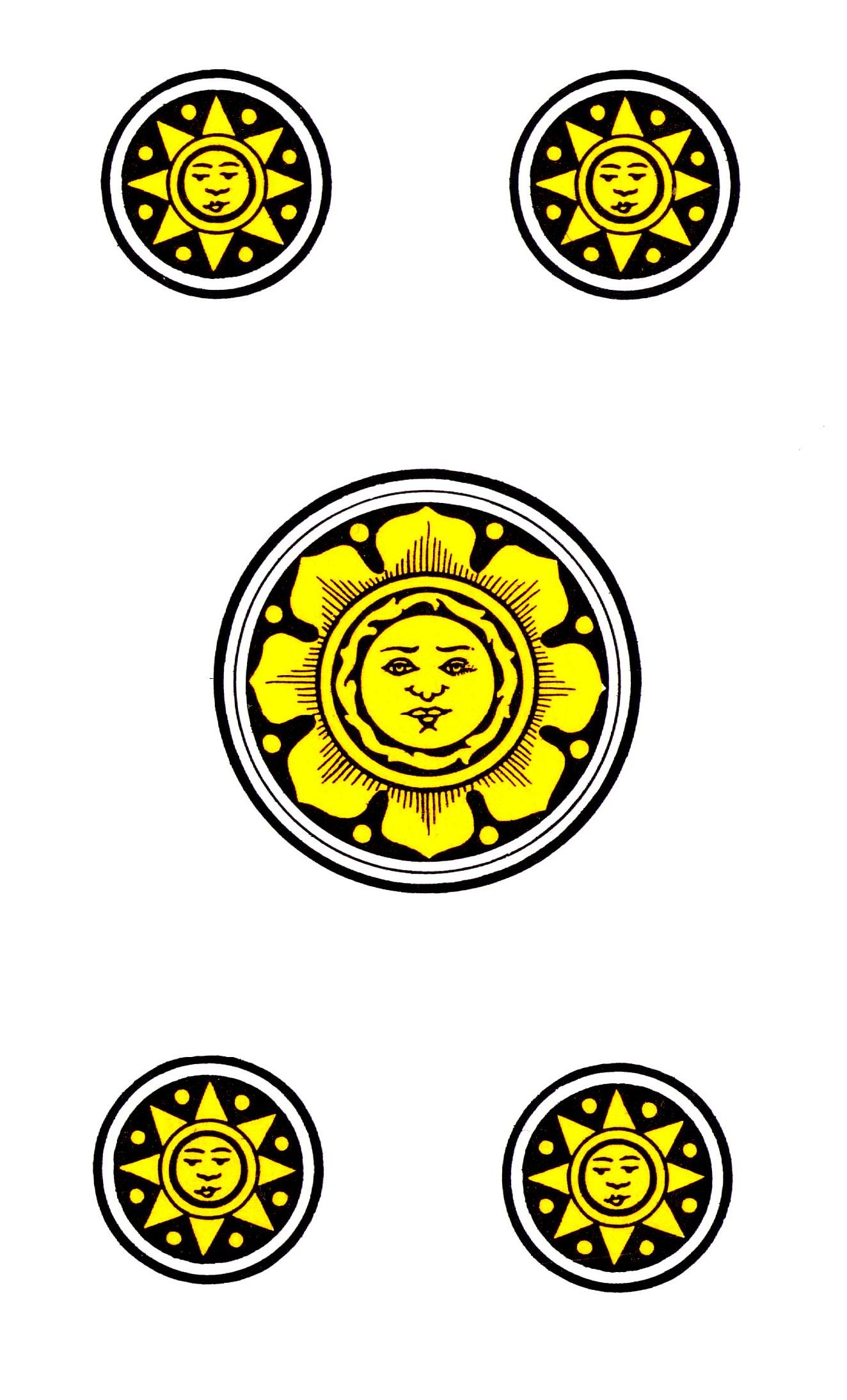
Piątka monet

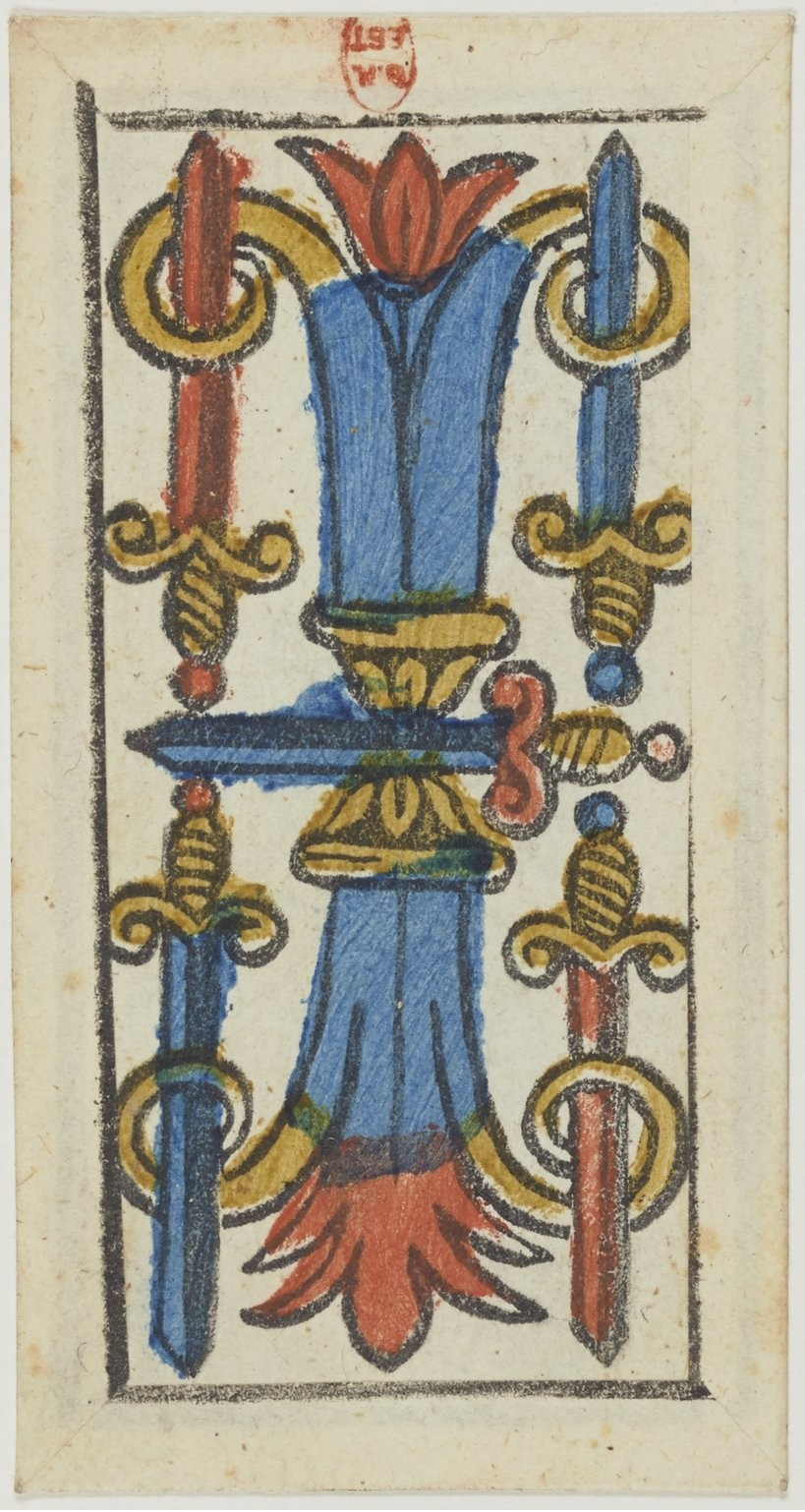
Piątka mieczy
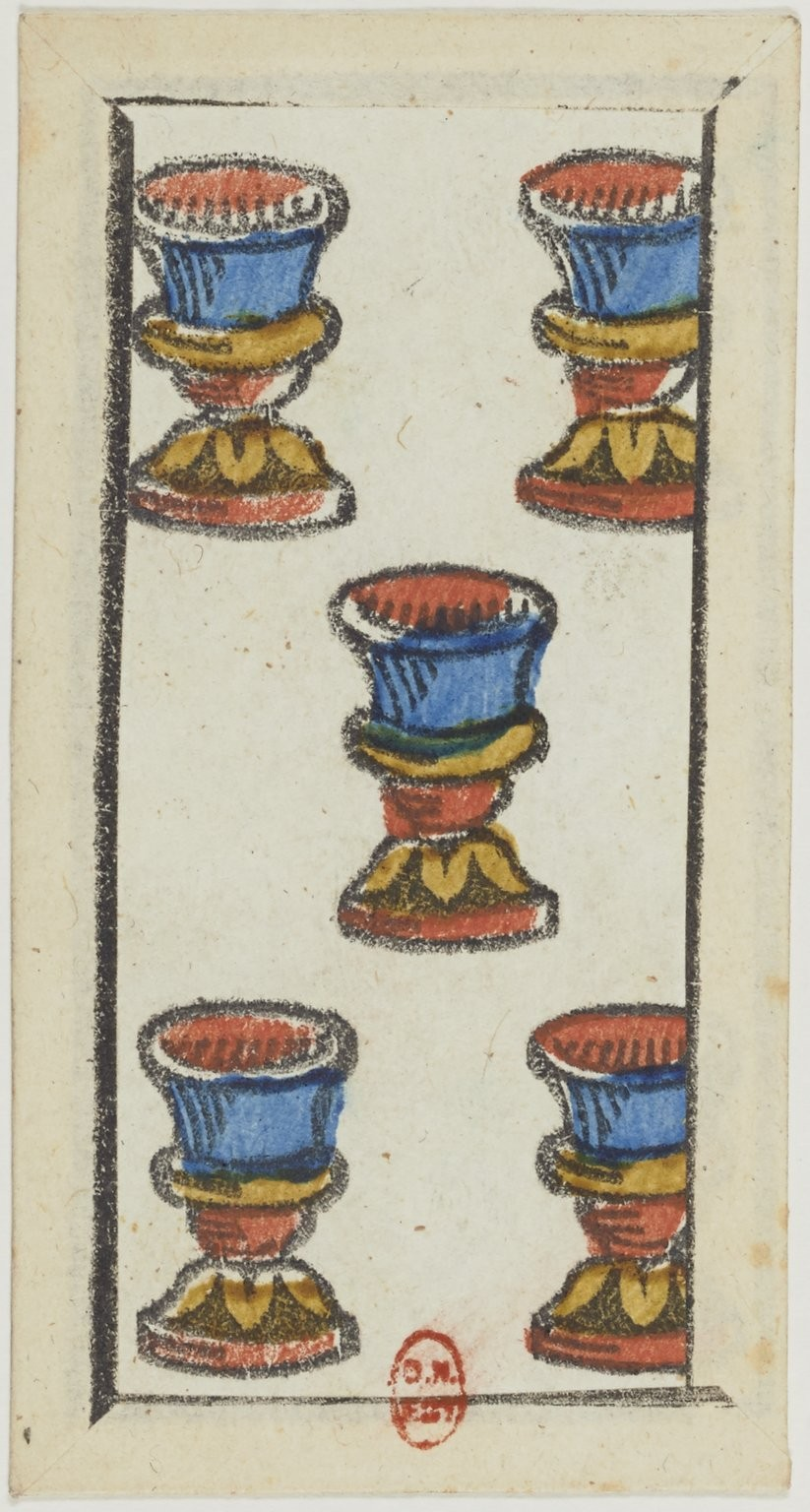
Piątka puszek
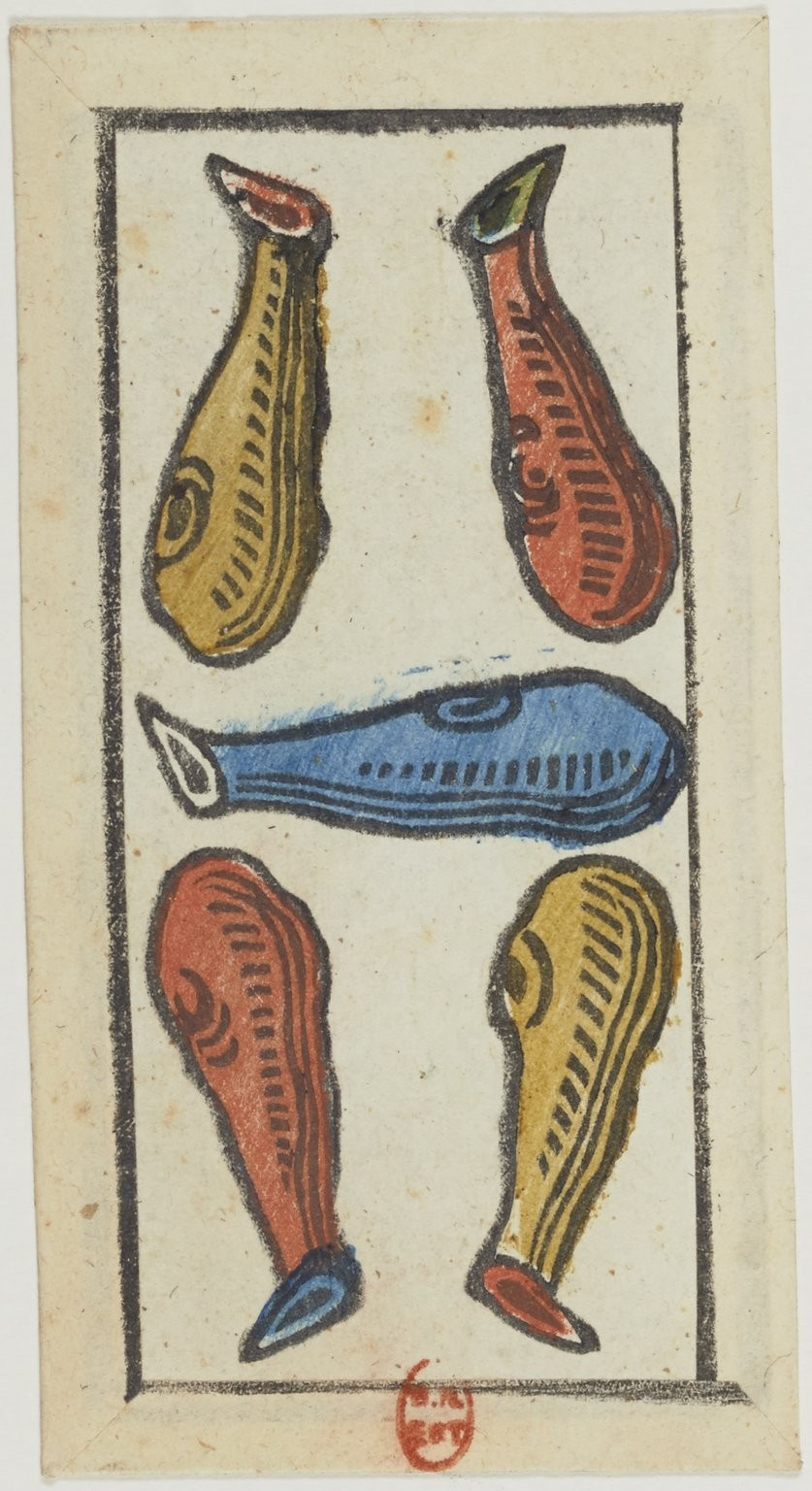
Piątka pałek
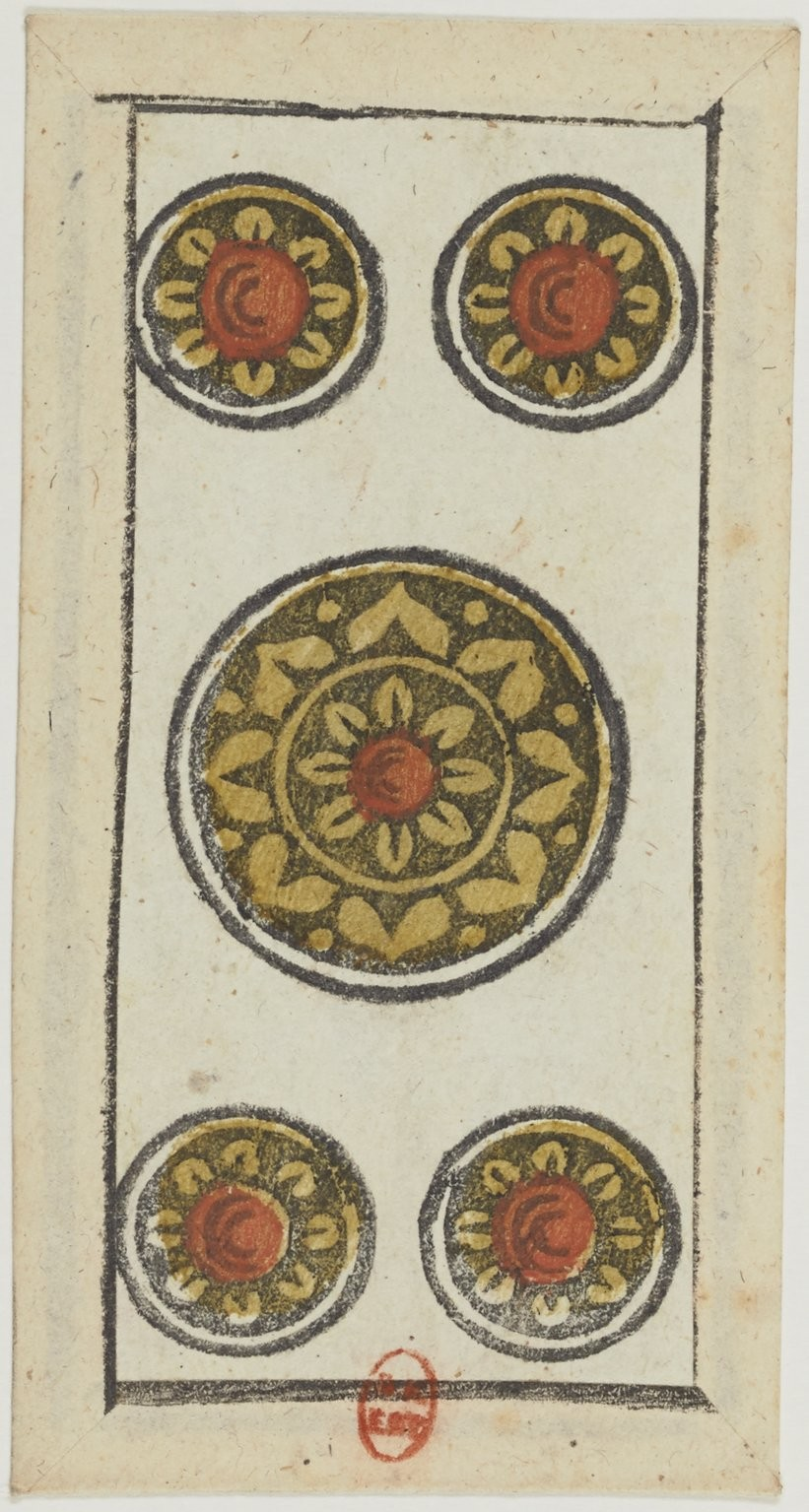
Piątka monet

Wzór międzynarodowy i inne wzory o kolorach francuskich

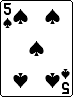
Piątka pik
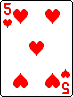
Piątka kier
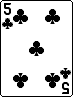
Piątka trefl
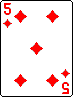
Piątka karo

Wzór polski

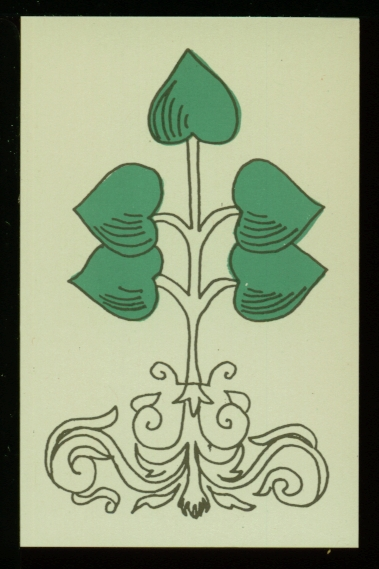
Piątka winna
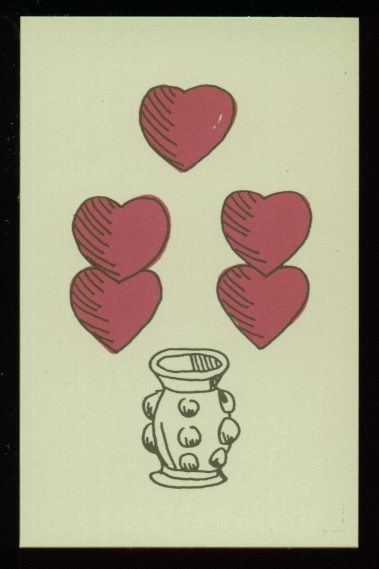
Piątka czerwienna
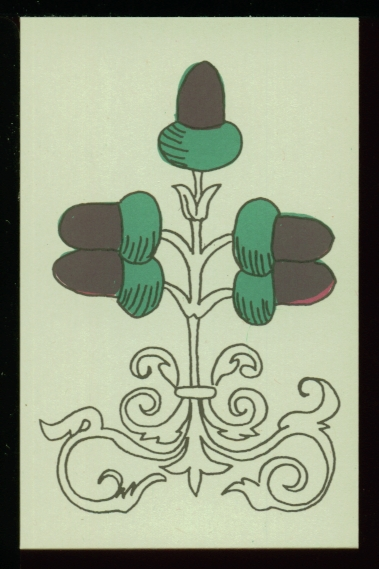
Piątka żołędna
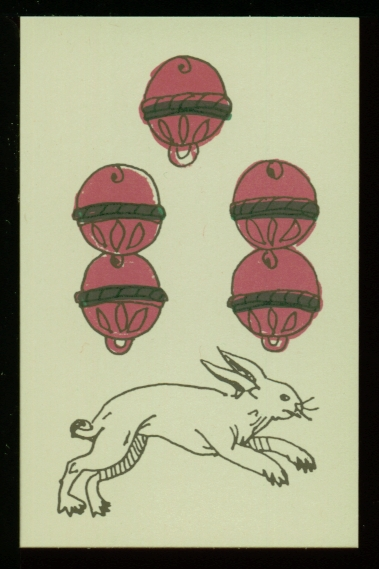
Piątka dzwonkowa

Talia Minchiate i inne wzory o kolorach północnowłoskich i portugalskich

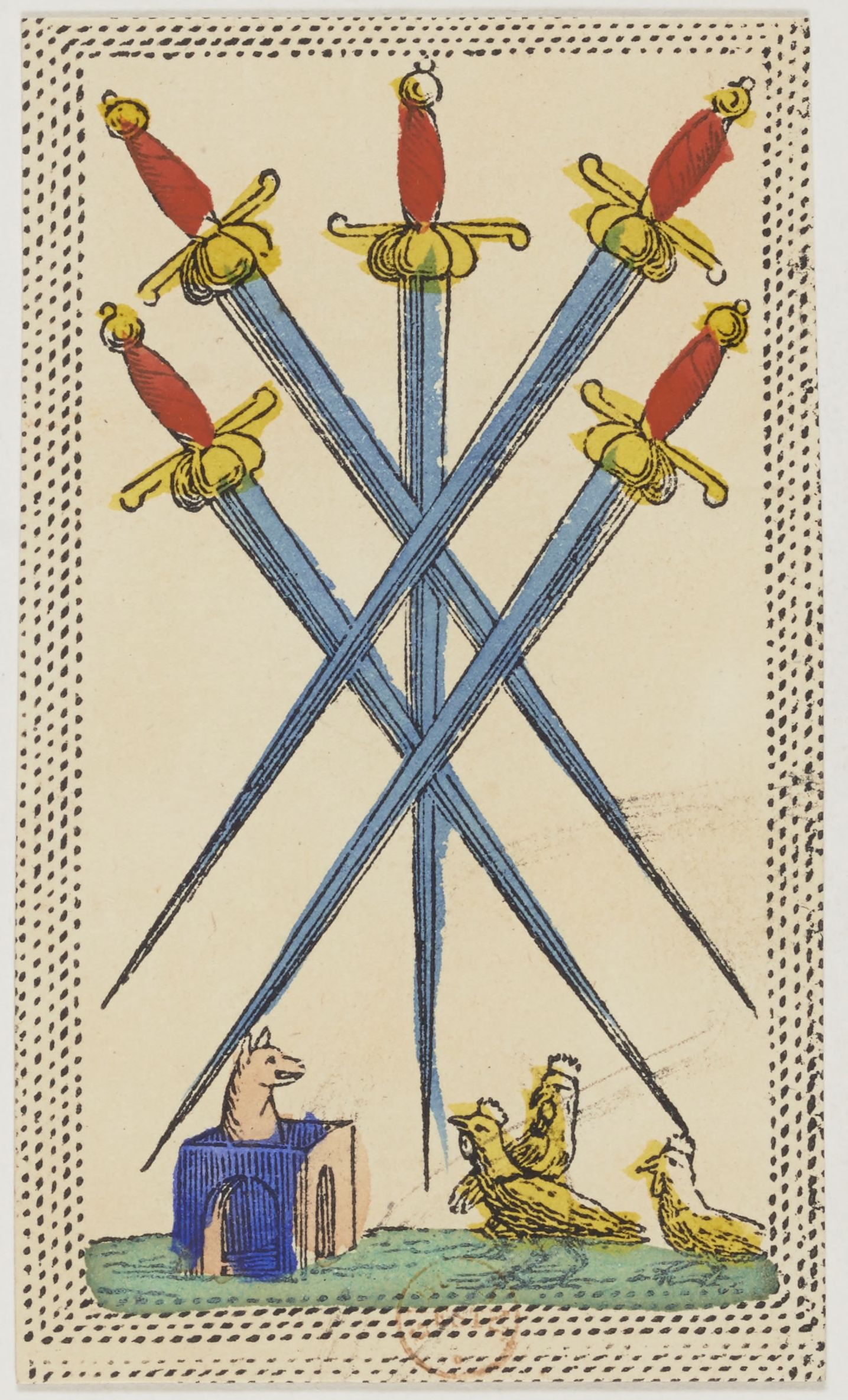
Piątka mieczy
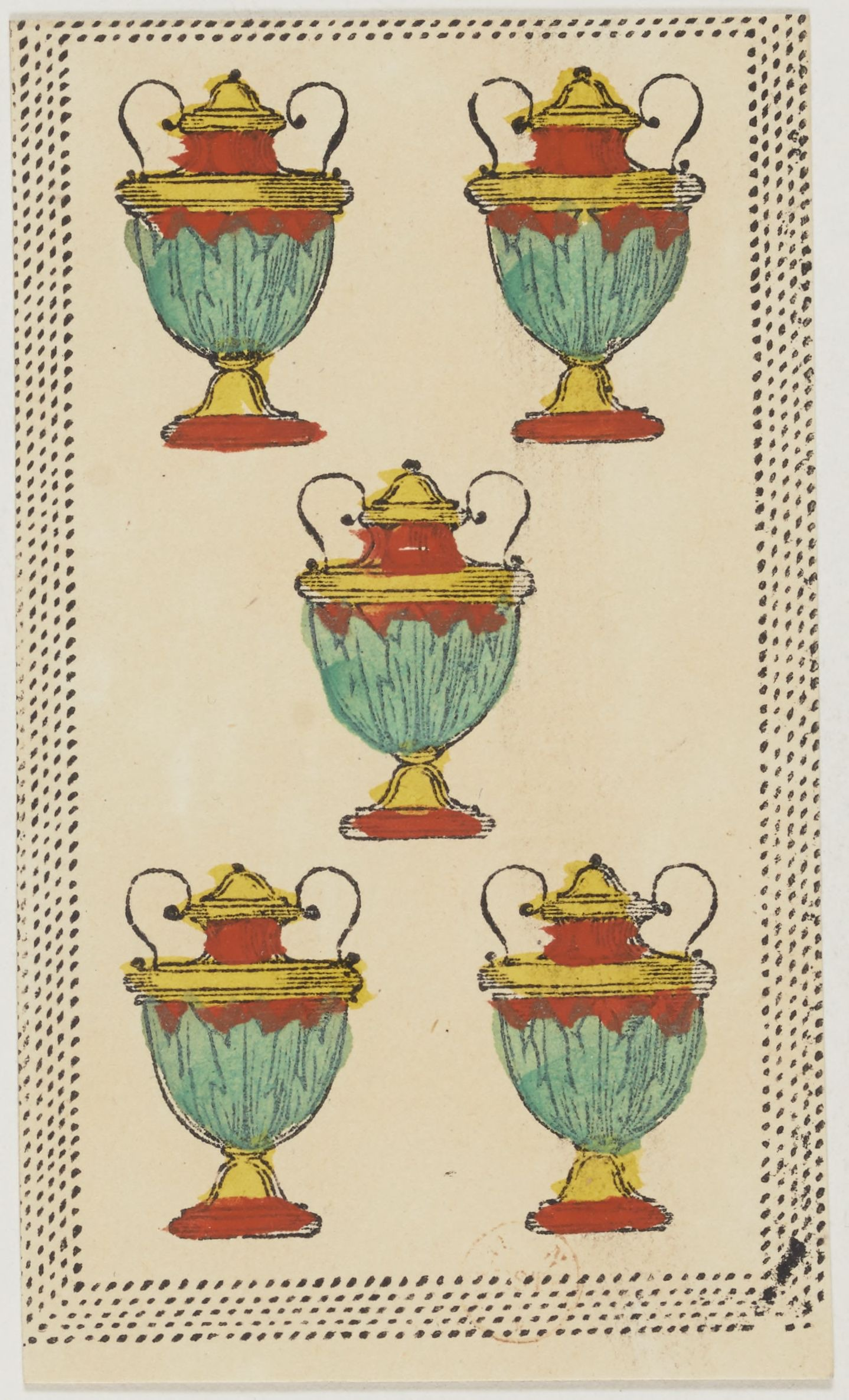
Piątka puszek
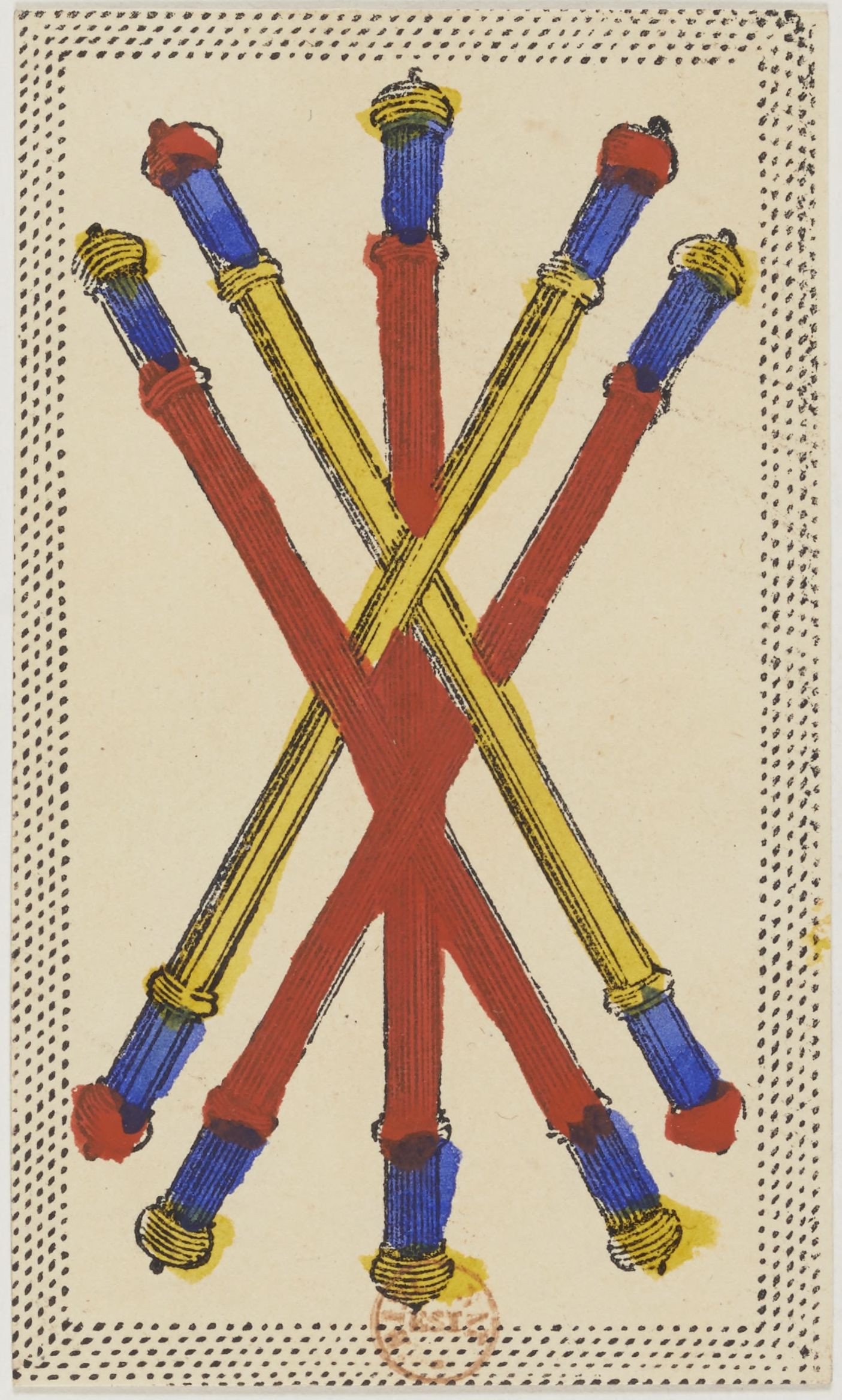
Piątka pałek
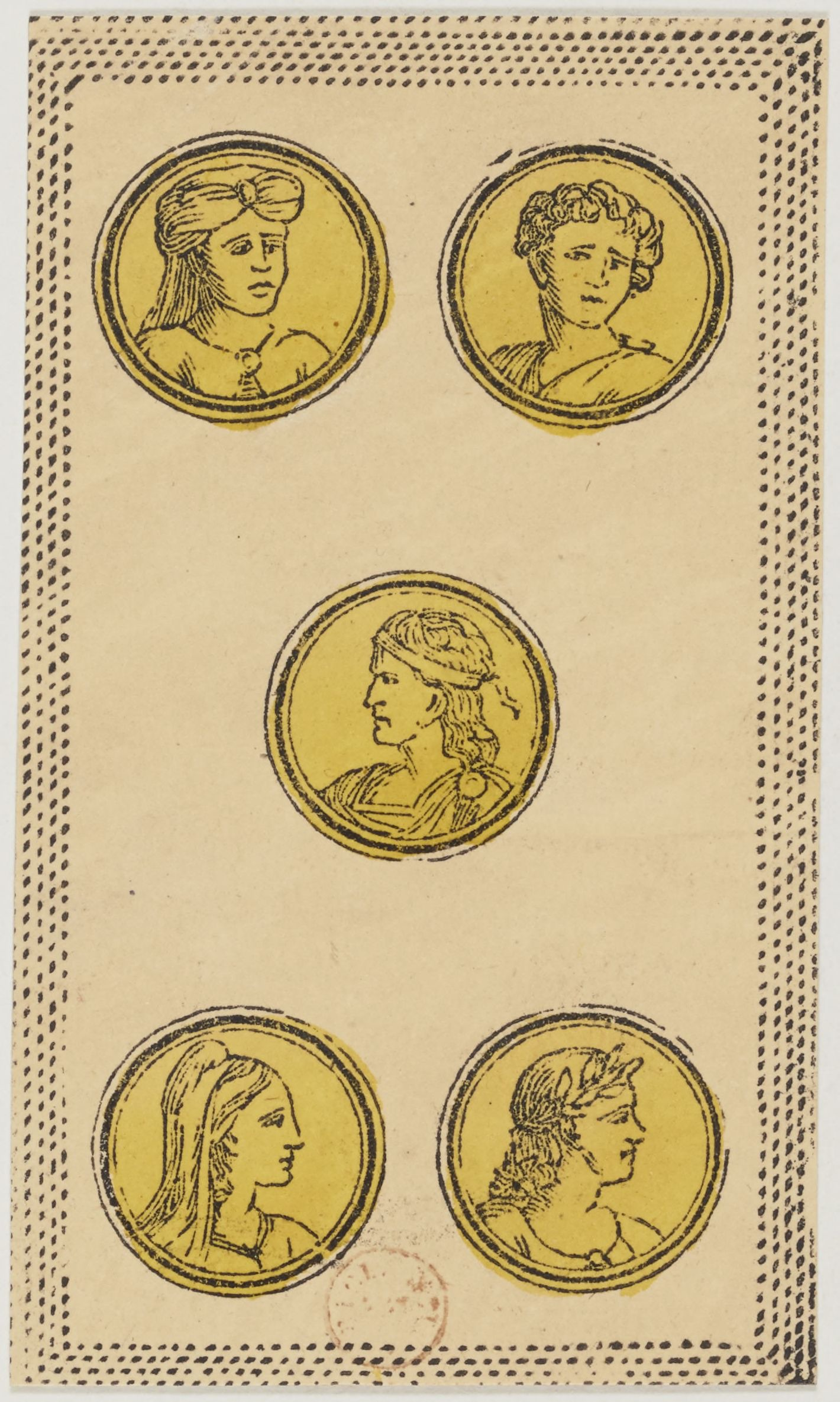
Piątka monet

Talia Bergamo

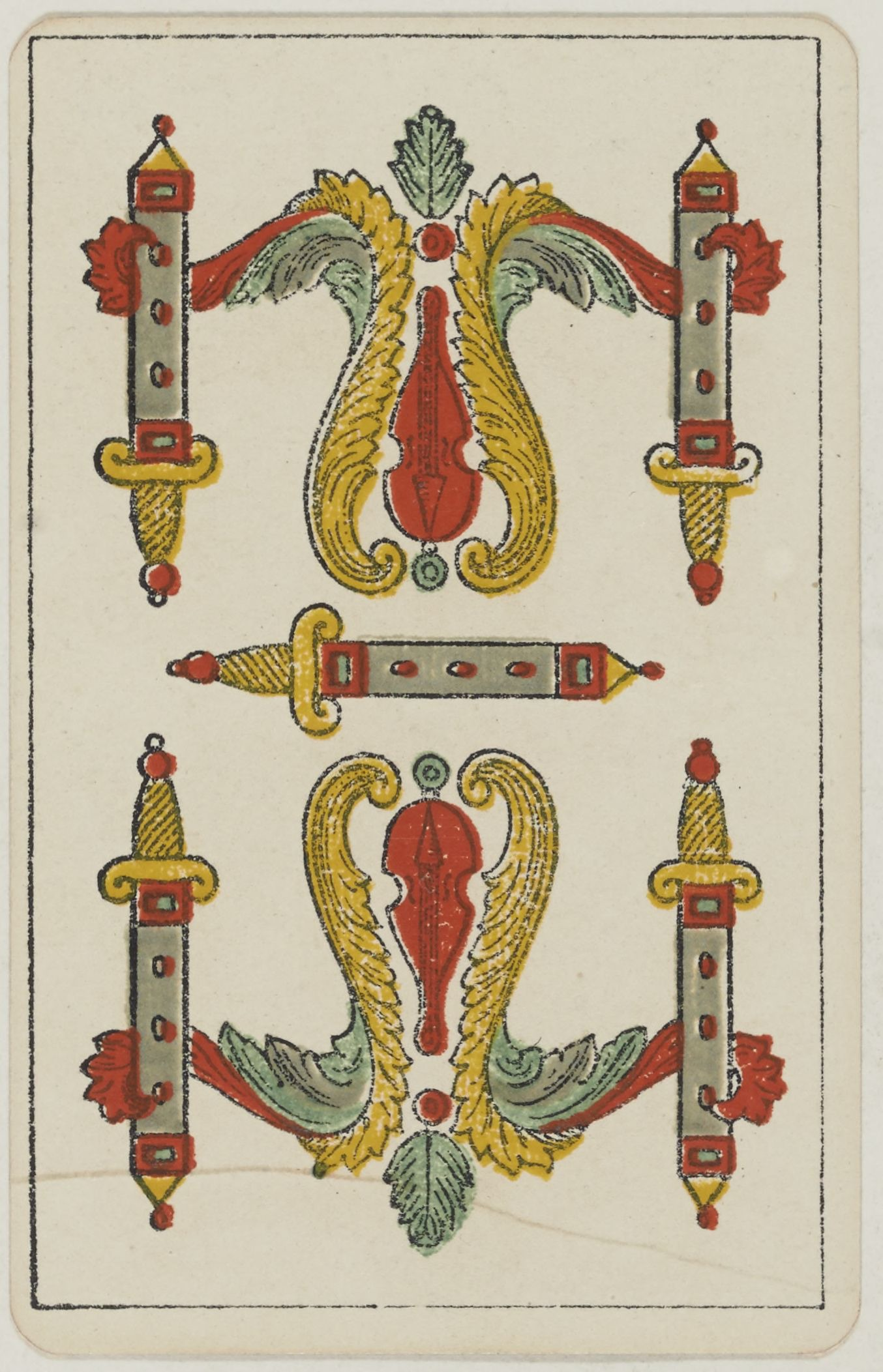
Piątka mieczy
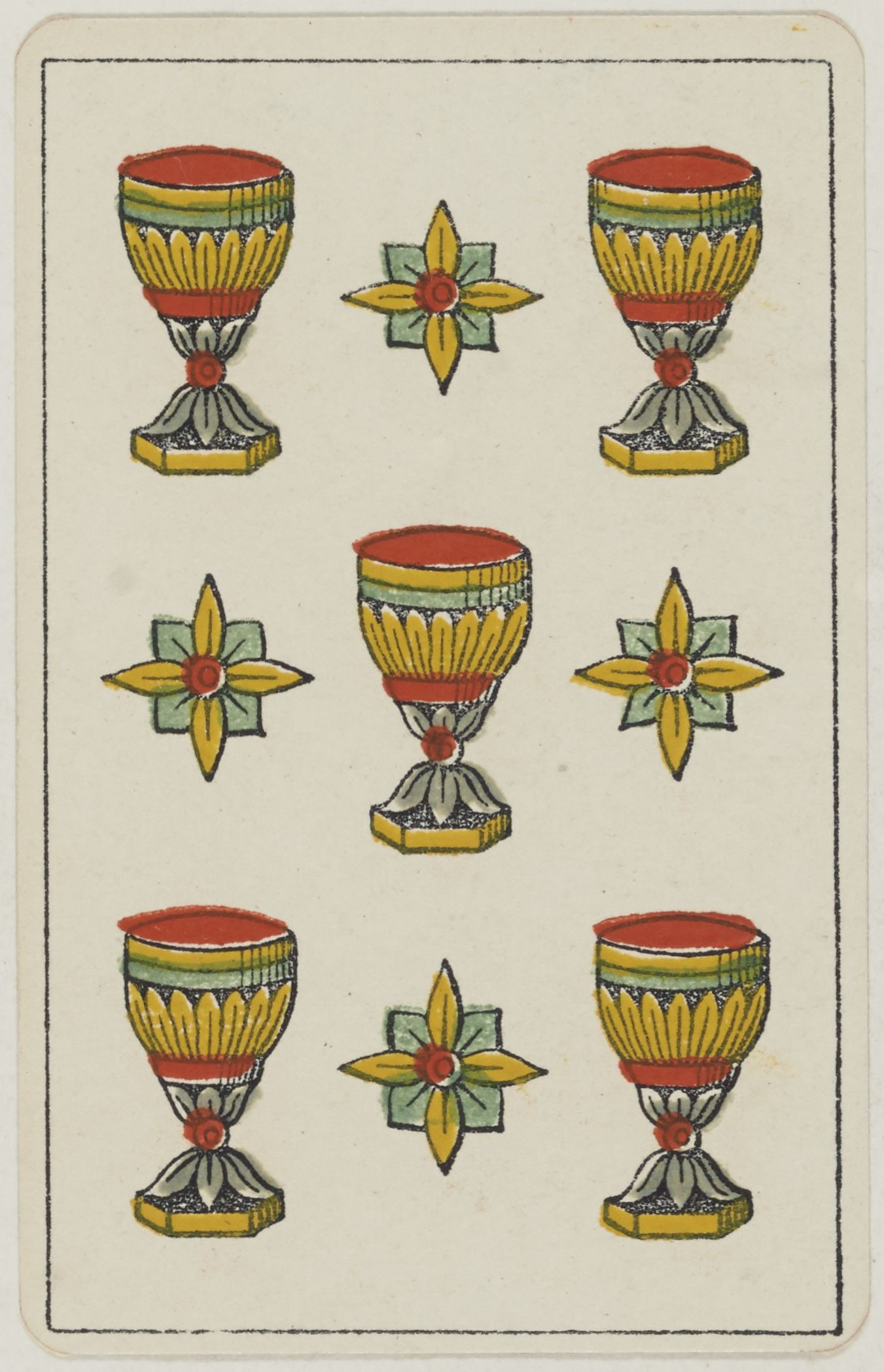
Piątka puszek
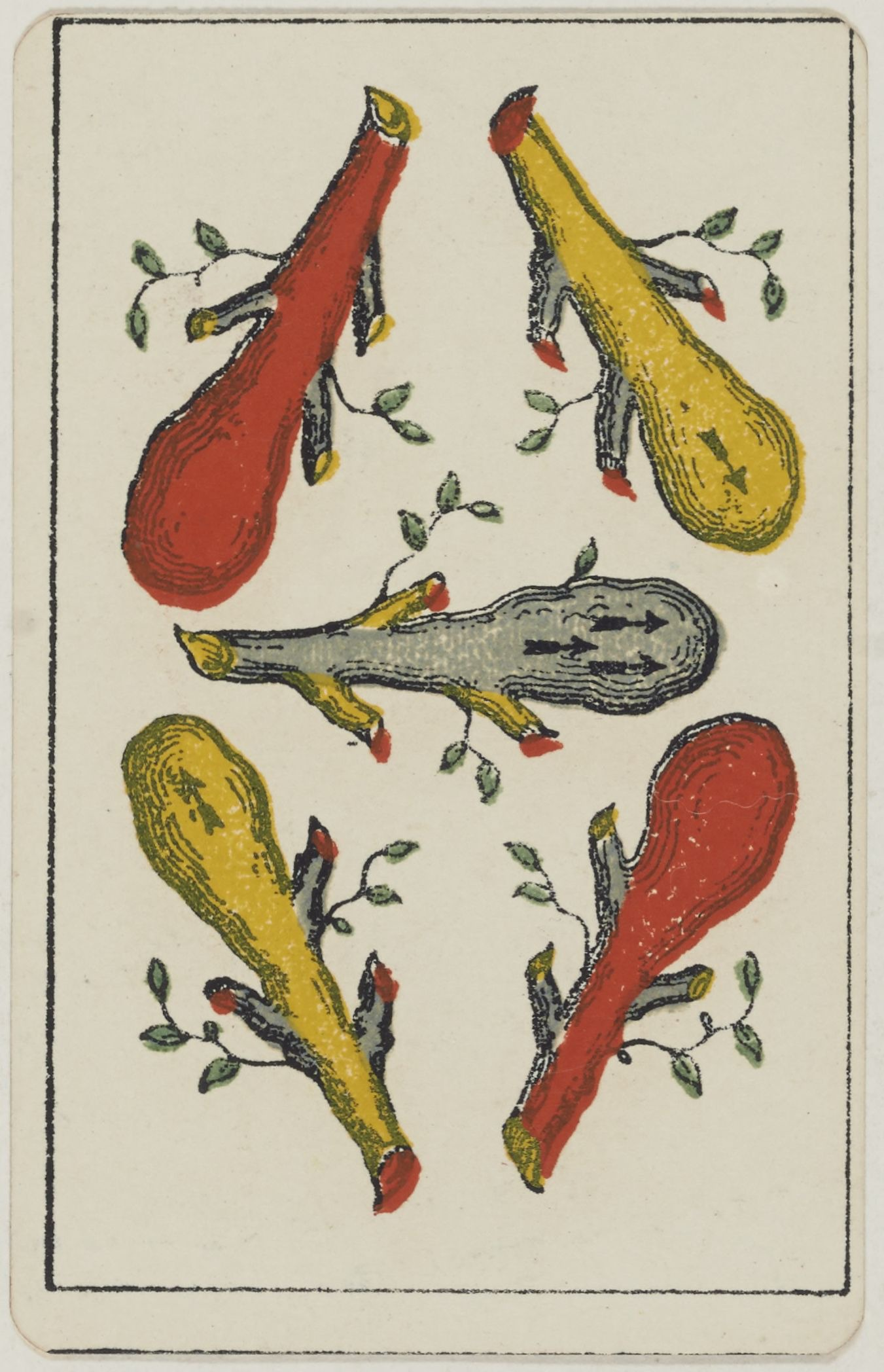
Piątka pałek
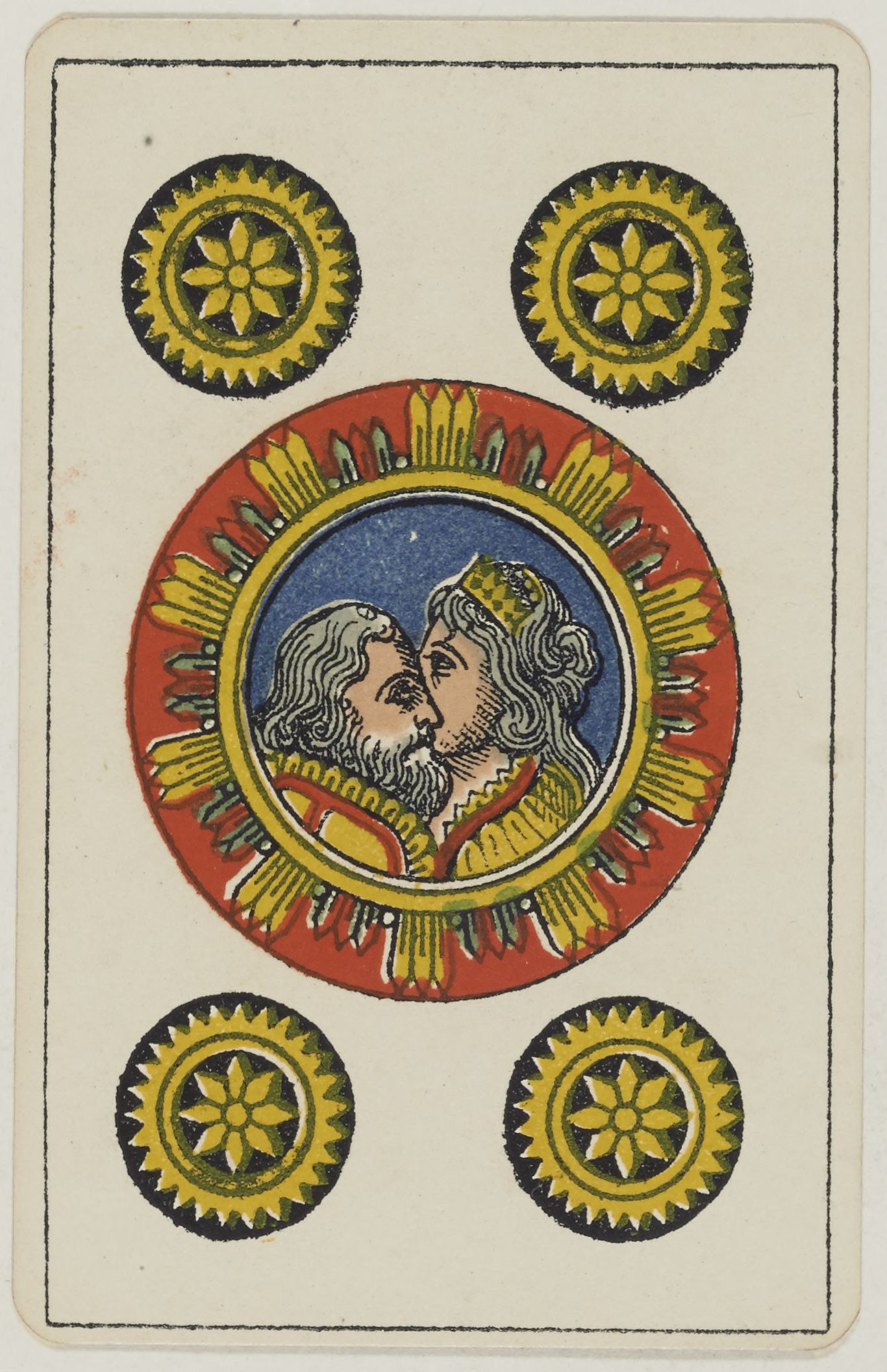
Piątka monet

Talia Aluette i inne wzory o kolorach południowowłoskich i hiszpańskich 

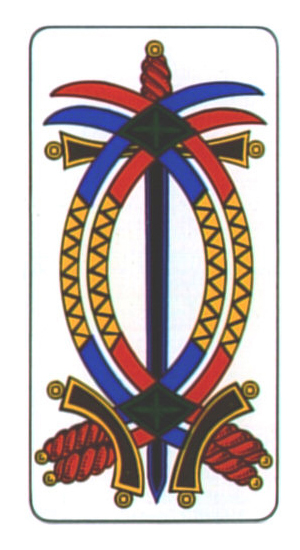
Piątka mieczy
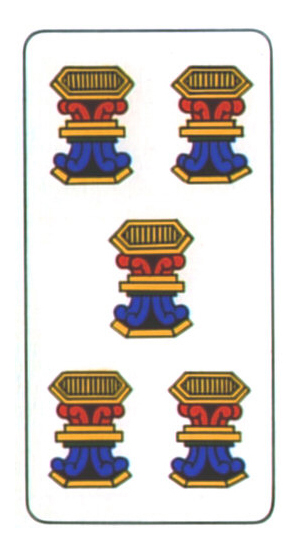
Piątka puszek
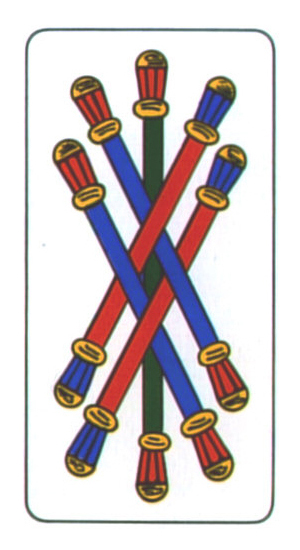
Piątka pałek
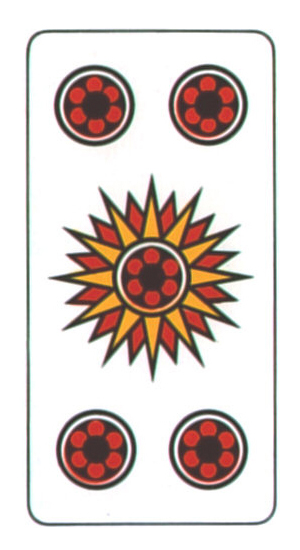
Piątka monet

Wzór neapolitański
- Piątka mieczy
- Piątka puszek
- Piątka pałek
- Piątka monet

Wzór rzymski
- Piątka mieczy
- Piątka puszek
- Piątka pałek
- Piątka monet

?

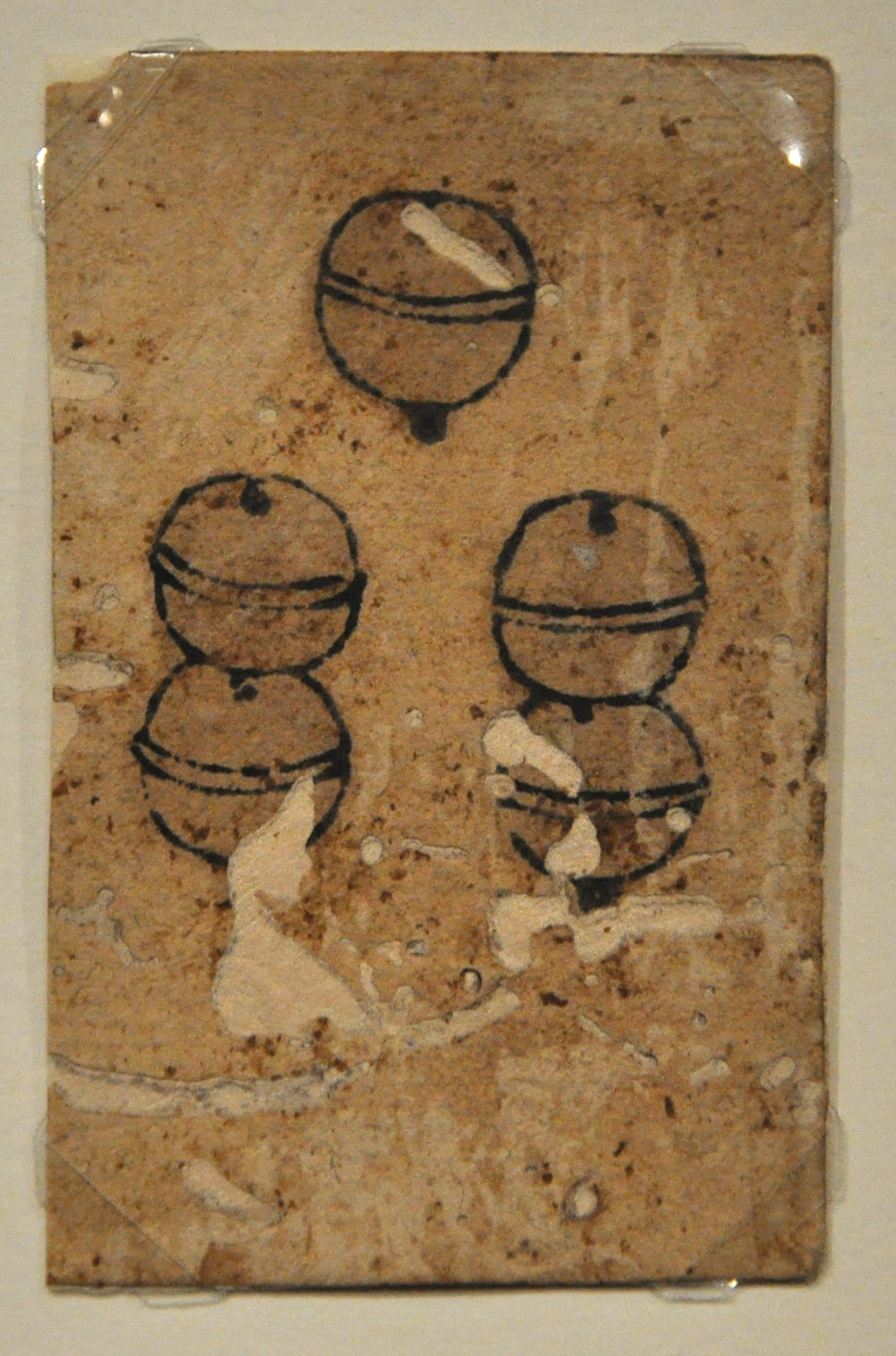
Piątka dzwonków